# Mirko Norac
Mirko Norac (19. septembar 1967) bivši je general Hrvatske vojske, koji je 2003. godine osuđen na 12 godina zatvore za ratne zločine počinjene u Gospiću 1991. godine i 7 godina zatvora za počinjene ratne zločine tokom operacije Medački džep.

## Biografija
Mirko Norac je rođen u selu Keve kraj Otoka, u blizini Sinja. Nakon završene škole radio je kao konobar. Godine 1990, nakon prvih višestranačkih izbora u Hrvatskoj i dolaska na vlast HDZ-a, pridružio se antiterorističkoj jedinici Lučko hrvatske policije - jezgru buduće Hrvatske vojske.

### Rat u Hrvatskoj
Nakon što je sudjelovao u nekoliko okršaja u ranoj fazi rata u Hrvatskoj, u jesen 1991. je poslat u Gospić, koji se tada nalazio na liniji fronta između hrvatskih i krajiških snaga. U septembru 1991. rukovodio je akcijom zauzimanja kasarni JNA. Ubrzo nakon toga postao je bliski saradnik lokalnog političara Tihomira Oreškovića poznatom po ekstremnim političkim stavovima, te se učlanio u stranku Hrvatski državotvorni pokret (HDP).
U oktobru 1991. Norac je učestvovao u masakru nekoliko desetina građana srpske nacionalnosti. Početkom 1992. dobio je čin pukovnika, a u jesen iste godine i komandu nad 118. brigadom HV. Nešto kasnije je postao komandant 6. (kasnije 9.) gardijske brigade HV i učestvovao je u Operaciji Maslenica. U septembru 1993. sudjelovao je u Operaciji Medački Džep prilikom koje su počinjeni ratni zločini nad srpskim civilima.
Godine 1994. Norac je imenovan alkarskim vojvodom, a godinu dana kasnije je učestvovao u Operaciji Oluja. Rat je završio s činom general-bojnika, a godinu dana kasnije je imenovan komandantom Kninskog zbornog područja.
U jesen 2000. godine, nakon pada HDZ i dolaska „Trećejanuarske vlasti” na čelo Hrvatske, Norac je zajedno s 12 generala potpisao protest protiv kriminalizacije Domovinskog rata, odnosno nastojanja tadašnjih hrvatskih vlasti da se počnu procesuirati ratni zločini počinjeni od strane hrvatskih snaga. Predsjednik Stipe Mesić je tada svu dvanaestoricu generala prevremeno penzionisao, navodeći kao argument nedopušteno uplitanje vojnih oficira u politiku.

### Suđenja i bekstvo
Vremenom su počele spekulacije da Haški sud namjerava da zatraži izručenje Mirka Norca kako bi mu se sudilo za gospićki masakr. Dana 8. februara 2001. protiv Norca je izdat nalog za hapšenje. Norac je zamolio zagrebačku policiju da mu omogući predaju u Rijeci kako bi izbjegao medije. Nakon što je udovoljeno njegovom zahtjevu, on je pobjegao.
Ubrzo nakon toga u Sinju i drugim mjestima Dalmatinske Zagore su podignute barikade, odnosno došlo je do blokada saobraćaj nalik na balvan revoluciju. Oni su koincidirali s masovnim protestima u znak podrške Mirku Norcu, kao i protiv „izdajničke“ vlade Stipe Mesića i Ivice Račana. Ti protesti su kulminirali u Splitu, gdje se okupilo oko 100.000 ljudi, a na kojem je učestvovao i tadašnji lider HDZ-a Ivo Sanader, tražeći da se prekine postupak protiv Norca i svih hrvatskih generala, odnosno spriječi njihovo izručenje u Hag.
Protesti su duboko podijelili hrvatsku javnost - za jedan dio je Norac bio heroj i mučenik, a za drugi dio su protesti bili dio plana ekstremne desnice da se svrgne demokratski izabrana vlast. Norac se predao policiji 22. februara nakon što je dobio garancije da će mu se suditi u Hrvatskoj, a ne u Hagu.
Suđenje je održano u Rijeci, a 24. marta 2003. Norac je proglašen krivim i osuđen na 12 godina zatvora, postavši time prvi hrvatski general koji je od hrvatskog suda osuđen za ratne zločine.
Pismenim putem Vrhovni Sud je objasnio presudu riječima da su Norac i Orešković na sastanku donijeli odluku o ubojstvu civilnih zatvorenika uz javno protivljenje Ivana Dasovića i da je Norac povikao: „Moramo činiti, moramo izvršiti određene egzekucije nad određenim ljudima“. Potom je Norac napustio sastanak, otišao po zarobljenike i odvezao ih s vojnom pratnjom do mjesta egzekucije. Prema svjedočanstvima on je izdao naređenje da se zarobljenici izvedu iz kamiona i da ih se ubije riječima „Što se čeka?“. Kada su Hrvatski vojnici odbili izvršiti naređenje, a nakon što je on ubio zatvorenicu, uzeo je drugog zarobljenika i potom izdao naređenje „Pucaj, što se ne puca!?“. Nakon toga prisutni vojnici su otvorili vatru .
Godine 2004. je Tužilaštvo Haškog suda protiv Norca, kao i protiv generala Rahima Ademija i Mladena Markača, podiglo optužnicu za zločine u Operaciji Medački Džep. Godinu dana kasnije Međunarodni krivični sud sa bivšu Jugoslaviju je posebnom odlukom dozvolio da slučaj preuzme hrvatsko pravosuđe. Od proljeća 2007. se protiv tri generala vodio postupak na zagrebačkom Županijskom sudu. Norac je proglašen krivim i osuđen na sedam godina zatvora, a njegovo prilično neobično izdržavanje zatvorske kazne tokom kojeg se oženio, postao otac i izgradio kuću, trajala je do 25. novembra 2011.

## Spoljašnje veze
- BBC analysis of Mirko Norac case (jezik: engleski)